# 胸前聖像畫項鍊

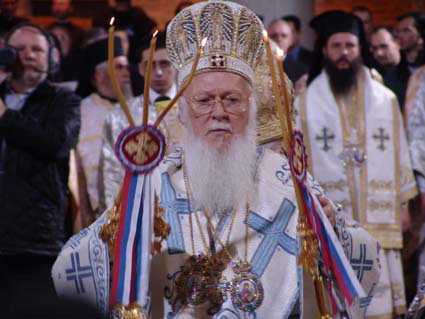
現任君士坦丁堡普世牧首巴爾多祿茂一世穿著完整的禮儀服飾，在他的胸口配著一個胸前十字架以及兩個胸前聖像畫

胸前聖像畫項鍊（英語：Engolpion）是正教會主教品神職人員服裝的一種配件。  其外型是種圓形或橢圓形等形狀的金屬墜子，上有聖人畫像並以珠寶裝飾。在東儀天主教中這個配件也常常被使用著。

## 名稱
該配件的希臘文為ἐγκόλπιον（拉丁化：enkólpion），意思是「在胸前者」。